# Eduardo Aguiar de Bragança
Eduardo Aguiar de Bragança (Loivos, Chaves, 13 de agosto de 1888 — Lisboa, 3 de abril de 1963) foi um licenciado em engenharia electrotécnica pela Universidade de Liège que, entre outras funções de relevo, foi vogal da comissão administrativa da Junta Autónoma dos Portos Marítimos do Douro e Leixões, membro do conselho de administração da Administração-Geral do Porto de Lisboa, Ministro do Comércio e Comunicações no governo de Vicente de Freitas (5.º governo da ditadura militar, 1928-1929) e deputado à Assembleia Nacional do Estado Novo (I legislatura, 1935-1938).